# Chinese American Museum of Chicago

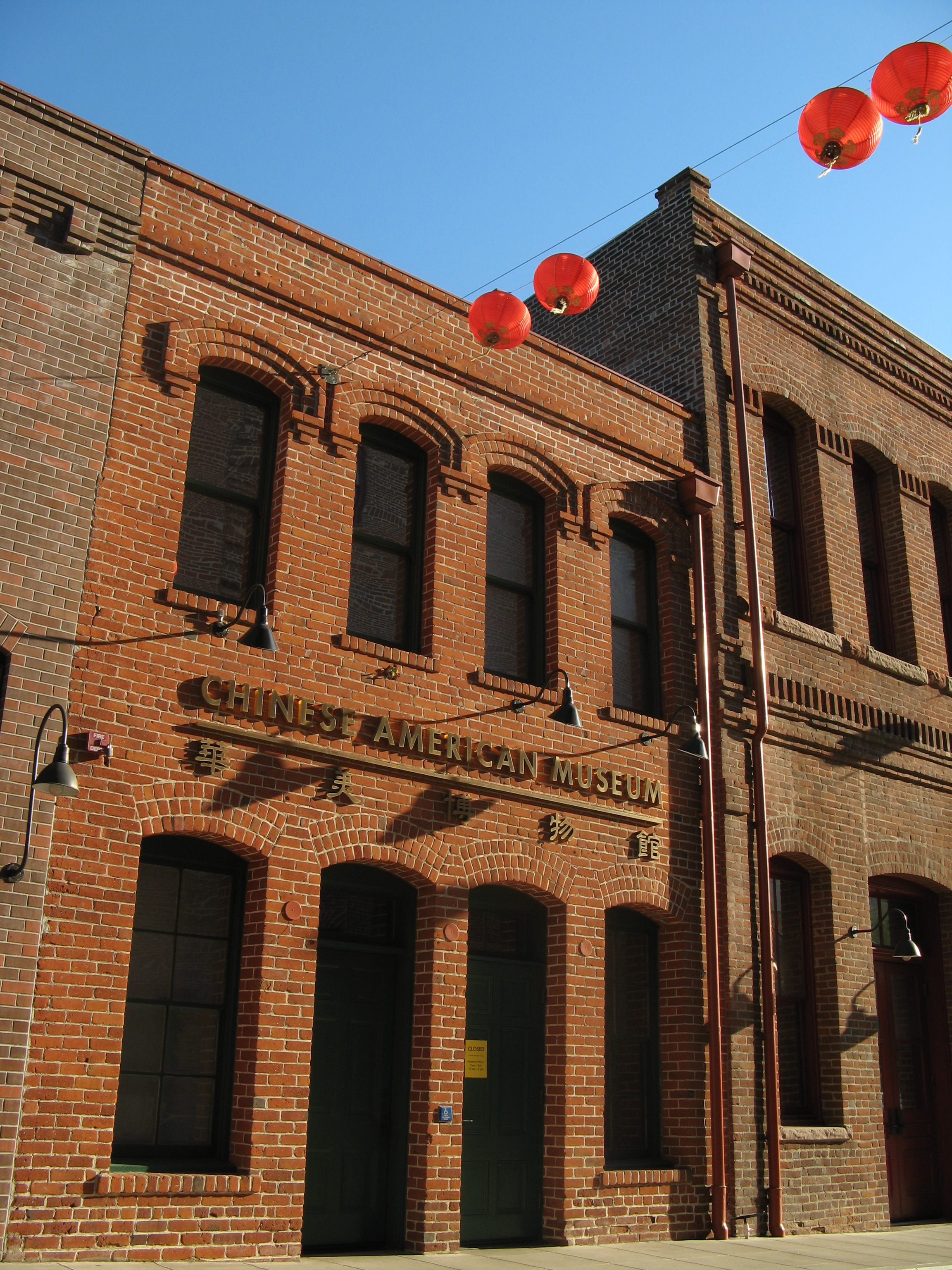
Chinese American Museum, 2007

Das Chinese American Museum of Chicago ist ein amerikanisches Einwanderungsmuseum und ethnisches Museum in Chicago und zeigt die Geschichte der Chinesen in den Vereinigten Staaten. Das Museum wurde im Mai 2005 geöffnet und nach einem verheerenden Brand 2008 im Jahr 2010 wieder eröffnet. Ziel des Museums ist die chinesisch-amerikanische Kultur durch Ausstellungen, Bildung und Forschung zu fördern und die Geschichte, Gegenwart und Zukunft der amerikanischen Chinesen speziell im Mittleren Westen zu thematisieren.